# Habdzin
Habdzin (prononciation : [ˈxabd͡ʑin]) est un village polonais de la gmina de Konstancin-Jeziorna dans le powiat de Piaseczno de la voïvodie de Mazovie dans le centre-est de la Pologne.

## Histoire
De 1975 à 1998, le village appartenait administrativement à la voïvodie de Varsovie.